# Estação Maria da Graça (Metrô Rio)
Maria da Graça é uma estação de metrô do Rio de Janeiro. Inaugurada em março de 1983, está localizada entre a Avenida Dom Hélder Câmara (Avenida Suburbana) e a o bairro de Maria da Graça.

## Acessos
A estação possui 2 acessos: 
- Acesso A - Av. Dom Hélder Câmara
- Acesso B - Rua Conde de Azambuja.                                  O primeiro, acesso "A", localiza-se no conhecido Bairro dos Ingleses.